# Plounéour-Trez
Plounéour-Trez (bretonisch Plouneour-Traezh) ist eine ehemalige französische Gemeinde in der Bretagne im Département Finistère mit 1.203 Einwohnern (Stand: 1. Januar 2022).
Mit Wirkung vom 1. Januar 2017 wurde sie mit der Gemeinde Brignogan-Plages durch ein Dekret vom 29. Juni 2016 zur Commune nouvelle Plounéour-Brignogan-Plages zusammengelegt und hat dort nunmehr den Status einer Commune déléguée inne.

## Geografie
Plounéour-Trez befindet sich im Nordwesten der Bretagne direkt an der  Atlantikküste.
Lesneven liegt acht Kilometer südlich, Brest gut 30 km südwestlich und Paris etwa 480 km östlich.

## Verkehr
Bei Landerneau und Brest befinden sich die nächsten Abfahrten an der Schnellstraße E 50 (Rennes-Brest) und  Regionalbahnhöfe an den Bahnlinien Brest-Rennes und Brest-Nantes.
Der Regionalflughafen Aéroport de Brest Bretagne liegt 23 km südwestlich der Gemeinde (alle Angaben in Luftlinie).

## Bevölkerungsentwicklung
| Jahr                       | 1962 | 1968 | 1975 | 1982 | 1990 | 1999 | 2006 | 2014 |
| Einwohner                  | 1669 | 1583 | 1464 | 1338 | 1256 | 1173 | 1205 | 1231 |
| Quellen: Cassini und INSEE |      |      |      |      |      |      |      |      |

## Sehenswürdigkeiten

Megalithen von Plounéour-Trez
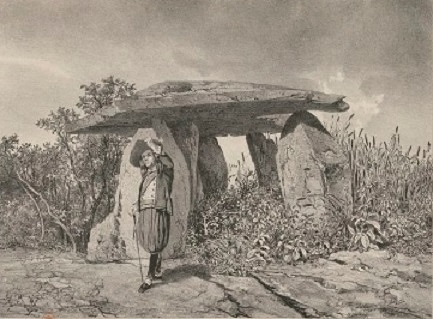
Dolmen von Adrien Dauzats
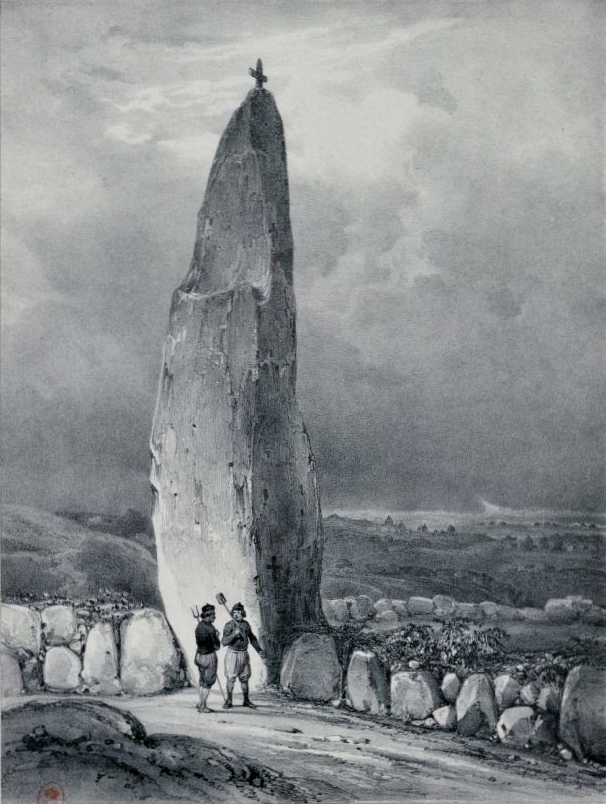
Menhir, von Auguste Mayer
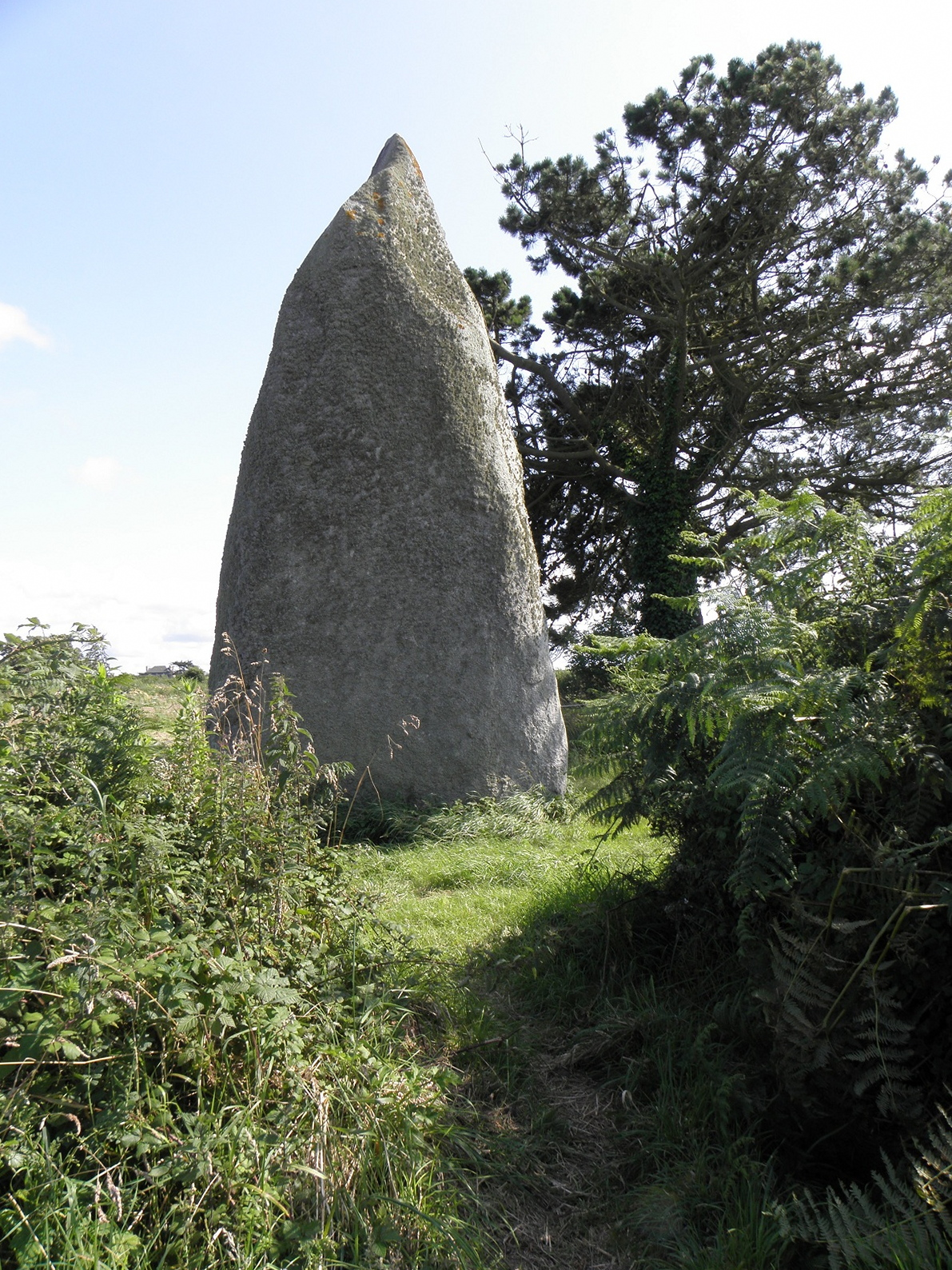
Menhir Men-Marz
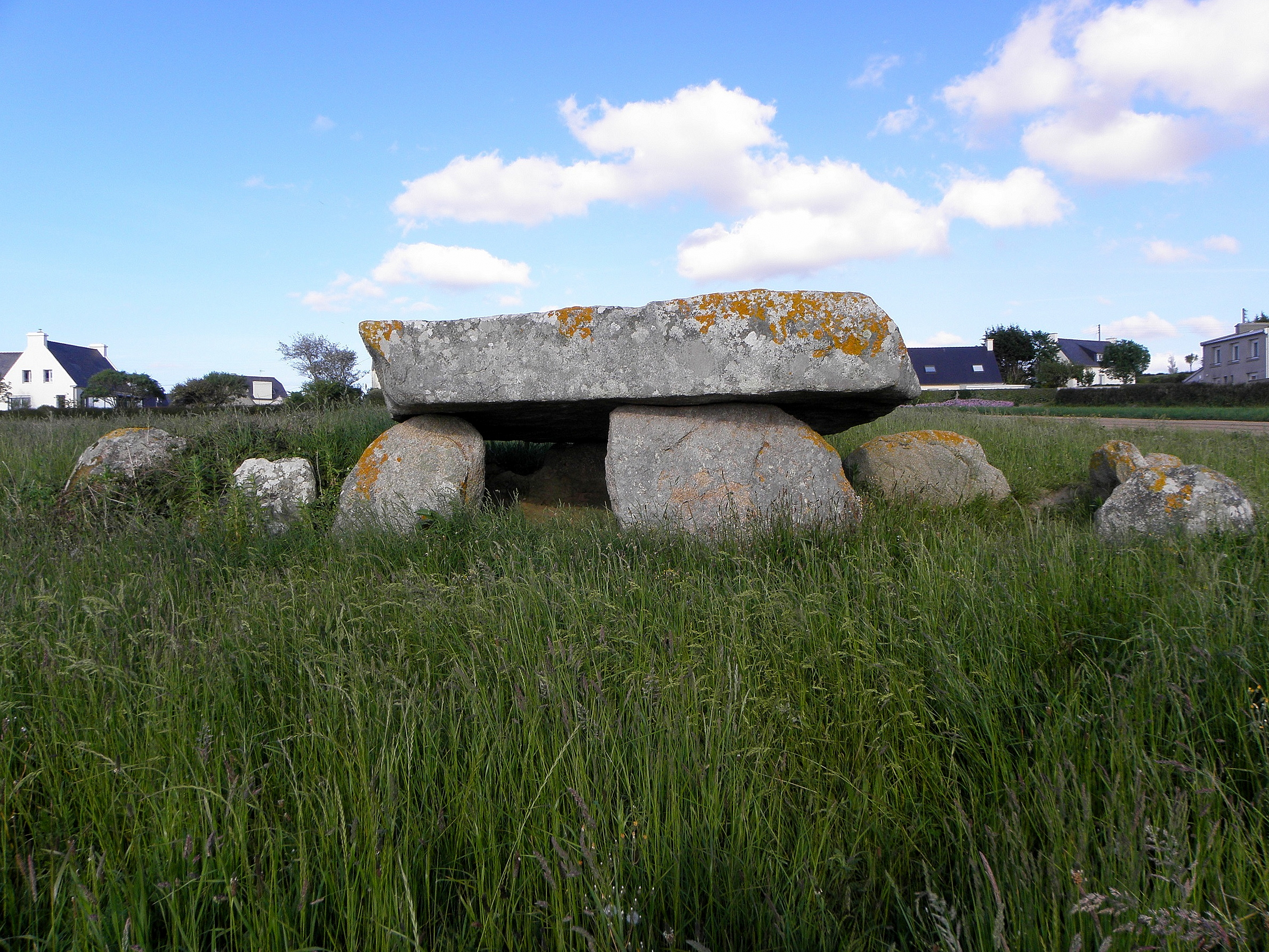
Dolmen von Diévet

Siehe auch: Liste der Monuments historiques in Plounéour-Trez